# Sclerolinum contortum
Sclerolinum contortum — вид багатощетинкових кільчастих червів родини Погонофори (Siboglinidae). Абісальний вид, що поширений на півночі Атлантики та у Північному Льодовитому океані біля берегів Північної Америки та Європи.